# Tridacna
Tridacna é um gênero de largos e gigantescos mexilhões, moluscos e bivalves marinhos de água salgada da subfamília Tridacninae, de mexilhões gigantes. Eles possuem conchas pesadas, e manto fortemente colorido. Eles habitam águas rasas de recifes de coral em águas quentes da região Indo-Pacífico. Estes mexilhões são populares na aquário marinho, e em alguns locais, como as Filipinas, membros do gênero são criados para o comércio de aquário marinho. Eles vivem em simbiose com algas fotosintéticas (zooxanthellae). Algumas espécies são usadas como frutos do mar.

## Sistemática e filogenia
O gênero contem dois subgêneros e as seguintes espécies:
- Tridacna lorenzi Monsecour, 2016
- Tridacna noae (Röding, 1798)

Subgênero Tridacna (Tridacna)
- Tridacna derasa (Röding, 1798)
- Tridacna gigas (Linnaeus, 1758)
- Tridacna mbalavuana Ladd, 1934 (= Tridacna tevoroa Lucas, Ledua & Braley, 1990)

Subgênero Tridacna (Chametrachea)
- Tridacna squamosina Sturany, 1899 (= Tridacna costata Roa-Quiaoit, Kochzius, Jantzen, Al-Zibdah & Richter 2008)
- Tridacna crocea Lamarck, 1819
- Tridacna maxima Röding, 1798 ( =Tridacna elongata)
- Tridacna rosewateri Sirenho & Scarlato, 1991
- Tridacna squamosa Lamarck, 1819

Uma classificação alternativa mais antiga reconhece um terceiro subgênero, Persikima, contendo T. derasa e T. tevoroa.
Estudos bioquímicos recentes sugerem que podem existir espécies crípticas morfologicamente indistintas..